# Brevduesport
 Denne artikel omhandler overvejende eller alene danske forhold. Hjælp gerne med at gøre artiklen mere almen.
Brevduesport er en sportsgren, hvor forskellige avlere konkurrerer om at opdrætte og træne de hurtigste brevduer.
Kapflyvningsæsonen går fra maj til august. Duerne løslades 150 – 1100 km fra dueslaget. Der tages tid på duernes ankomst, og denne omregnes først til meter pr. minut og derefter til point.
Sporten organiseres under De Danske Brevdueforeninger.
| Sport | Spire Denne artikel om sport er en spire som bør udbygges. Du er velkommen til at hjælpe Wikipedia ved at udvide den. |